# Bradley de Nooijer
Bradley de Nooijer (n. 7 noiembrie 1997, Oost-Souburg⁠(d), Zeelanda, Țările de Jos) este un fotbalist neerlandez, care joacă pe post de fundaș la Gloria Buzău în SuperLiga României.